# Raul Cerqueira de Rezende
Raul Cerqueira de Rezende, noto semplicemente come Raul (20 marzo 1958), è un ex giocatore di calcio a 5 brasiliano, campione del mondo con la nazionale brasiliana nel 1989.

## Carriera
Schierato nel ruolo di difensore, Raul ha rappresentato – assieme a Carlos Alberto – la continuità tra il gioco del calcio a 5 FIFUSA e quello FIFA. Con la Nazionale maschile di football sala del Brasile ha vinto il campionato mondiale 1985 e la medaglia d'argento nell'edizione seguente (1988). Con l'affiliazione della federazione brasiliana alla FIFA, Raul ha partecipato al primo FIFA Futsal World Championship vinto proprio dalla Seleçao.

## Palmarès
- Campionato mondiale: 1

Paesi Bassi 1989